# 波賀総合スポーツ公園
波賀総合スポーツ公園（はがそうごうスポーツこうえん）は、日本の兵庫県宍粟市にある運動公園。中核施設となる野球場にはメイプルスタジアム（Maple Stadium）の愛称が付けられている。

## 施設の特長
2003年に当時の宍粟郡波賀町が開設した野球場を中核施設としてテニスやフットサル用のコートを併設する運動公園である。開場前は波賀森林鉄道で山奥から集めた木材の集積場として利用され、地元住民からは「土場」（どば）の通称で呼ばれていた場所に立地している。開場から2年後の2005年に波賀町と山崎町他の合併により宍粟市が成立して以降は宍粟市役所市民生活部まちづくり推進課の管理となり、2021年以降は近傍に所在する波賀B&G海洋センターや西部の千種町にある千種B&G海洋センターと合わせて神奈川県小田原市のスポーツプラザ報徳が指定管理者として一体で運営を行っている。
「メイプルスタジアム」の愛称は旧波賀町の町木がカエデであったことに由来するが、1999年に開場した青森県上北郡の六戸町総合運動公園野球場も同じ愛称（旧波賀町と同じく六戸町の町木がカエデであることに由来する）のため、それぞれ「波賀」「六戸」、或いは「兵庫」「青森」と地名を冠して区別される場合がある。
宍粟市内の野球グラウンドでは唯一のナイター設備を持ち、1万人以上が収容可能な規模の球場が西播磨地域では少ないためローカルの野球やソフトボール大会で主に使用される。外野が天然芝でなく砂のためNPBの公式戦開催規格を満たしておらず、一軍公式戦とオープン戦の開催実績はないが、ウエスタン・リーグ公式戦については1990年代後半にオリックス・ブルーウェーブが主催試合を実施した（初開催は1996年8月25日、オリックス対広島）。さわかみ関西独立リーグでは旧称の「BASEBALL FIRST LEAGUE」時代の2014年8月13日に兵庫ブルーサンダーズ対06BULLSの試合が行われたことがある。また、女子ソフトボールのJDリーグでは西地区の公式戦（シオノギレインボーストークス兵庫の主催試合）が本球場にて不定期で開催される（2022年6月18日、19日に実施）。

## 野球場概要
- 両翼：98m、中堅：122m
- 内野：クレー舗装、外野：砂
- 収容人員：12,000人[2]
  - ネット裏（屋根なし）：コンクリート舗装の石段席、一・三塁側：芝生、外野：芝生
  - JDリーグ公式戦開催時は、内野スタンドに仮設観客席を設置して対応。
- 照明：6基
- スコアボード：パネル式掲示板 - BSO表示対応、オーダー表示欄なし。
  - バックスクリーン左に設置されている。
  - JDリーグ公式戦開催時は、外野フィールド内（ソフトボールではホームランゾーンとなる部分）にオーダー表示用の仮設パネル式掲示板を設置して対応。
- 球場外周はアスファルト舗装のコンコースとなっているため、ランニング・ジョギング・ウォーキングコースとしても活用されている。

## アクセス
- 自動車の場合は中国自動車道・山崎ICから国道29号を鳥取方面へ北上し、国道429号との分岐点すぐ。
- 路線バスの場合は山崎バスターミナルからウイング神姫・しーたんバス80系統（エーガイヤちくさ行）に乗車し「斉木口」バス停下車、北へ徒歩10分。

球場へ最も近い鉄道駅は直線距離で西南西へ30km弱に所在する岡山県美作市の智頭急行線大原駅だが、国道429号線経由で波賀に直通する路線バスがないため自家用車かレンタカーでの移動に限られる。

### 周辺の施設
- 波賀B&G海洋センター
- 波賀城史跡公園
- 波賀郵便局
- 宍粟市役所波賀市民局（旧町役場）
- 波賀文化創造センター